# رساتر از بمب‌ها
«رساتر از بمب‌ها» (به انگلیسی: Louder Than Bombs) آلبومی گردآوری‌شده از اسمیتز است که در سال ۱۹۸۷ میلادی منتشر شد.

## فهرست ترانه‌ها
متن همهٔ ترانه‌ها توسط موریسی نوشته و موسیقی همهٔ آنها توسط جانی مار ساخته شده‌است.
| شماره      | نام                                                     | عنوان اصلی                                     | مدت   |
| ---------- | ------------------------------------------------------- | ---------------------------------------------- | ----- |
| ۱.         | «واقعاً خیلی عجیبه؟» (نسخهٔ جان پیل، ۱۹۸۶/۱۲/۲)           | Is It Really So Strange                        | ۰۳:۰۴ |
| ۲.         | «شیلا تعظیم کن»                                         | Sheila Take a Bow                              | ۰۲:۴۱ |
| ۳.         | «دله‌دزدهای جهان متحد شوید»                              | Shoplifters of the World Unite                 | ۰۲:۵۷ |
| ۴.         | «عیاش لطیف و شیرین» (نسخهٔ جان پیل، ۱۹۸۶/۱۲/۲)           | Sweet and Tender Hooligan                      | ۰۳:۳۵ |
| ۵.         | «انسان نصفه و نیمه»                                     | Half a Person                                  | ۰۳:۳۶ |
| ۶.         | «لندن»                                                  | London                                         | ۰۲:۰۷ |
| ۷.         | «وحشت»                                                  | Panic                                          | ۰۲:۲۰ |
| ۸.         | «دختر، هراسان»                                          | Girl Afraid                                    | ۰۲:۴۸ |
| ۹.         | «خواهر شکسپیر»                                          | Shakespeare's Sister                           | ۰۲:۰۹ |
| ۱۰.        | «ویلیام؛ واقعاً چیز خاصی نبود»                           | William, It Was Really Nothing                 | ۰۲:۱۱ |
| ۱۱.        | «تو هنوز این حق رو به دست نیاوردی، عزیزم» (میکس آمریکا) | You Just Haven't Earned It Yet, Baby           | ۰۳:۲۳ |
| ۱۲.        | «خدا می‌دونه که وضعم افتضاحه»                            | Heaven Knows I'm Miserable Now                 | ۰۳:۳۴ |
| ۱۳.        | «درخواست کن»                                            | Ask                                            | ۰۳:۱۸ |
| ۱۴.        | «چراغ‌های طلایی»                                         | Golden Lights                                  | ۰۲:۳۹ |
| ۱۵.        | «آزادانه تلو تلو بخور»                                  | Oscillate Wildly                               | ۰۳:۲۷ |
| ۱۶.        | «این‌جور چیزا وقت می‌برن»                                 | These Things Take Time                         | ۰۲:۲۳ |
| ۱۷.        | «حلقهٔ نجات»                                             | Rubber Ring                                    | ۰۳:۴۸ |
| ۱۸.        | «بازگشت به خونهٔ قدیمی»                                  | Back to the Old House                          | ۰۳:۰۵ |
| ۱۹.        | «نزدیک و همدل» (نسخهٔ تک‌آهنگ)                            | Hand in Glove                                  | ۰۳:۱۳ |
| ۲۰.        | «خودتو کش بیار و منتظر بمون» (نسخهٔ اصلی)                | Stretch Out and Wait                           | ۰۲:۳۸ |
| ۲۱.        | «لطفاً لطفاً لطفاً بذار به خواسته‌م برسم»                   | Please, Please, Please, Let Me Get What I Want | ۰۱:۵۲ |
| ۲۲.        | «این شب چشمای منو باز کرد» (نسخهٔ جان پیل، ۱۹۸۳/۹/۱۴)    | This Night Has Opened My Eyes                  | ۰۳:۴۰ |
| ۲۳.        | «دوست‌نداشتنی»                                           | Unloveable                                     | ۰۳:۵۵ |
| ۲۴.        | «خواب»                                                  | Asleep                                         | ۰۴:۱۱ |
| مجموع مدت: | مجموع مدت:                                              | مجموع مدت:                                     | ۷۲:۴۴ |